# 999
Il 999 (CMXCIX in numeri romani) è un anno  del X secolo.

## Eventi
- A Roma inizia il pontificato di Papa Silvestro II, che poco dopo scomunica Arduino d'Ivrea, avversario del Beato Warmondo e del Sacro Romano Impero; il territorio dello stato pontificio si espande, con l'annessione di Fossombrone
- Il duca Boleslao I di Polonia annette la Moravia alla Polonia
- Alfonso V di León diviene re di León
- Sergio II diviene patriarca di Costantinopoli
- In molte aree dell'Europa centrale, come Basilea, la diocesi di Sion ed altre, inizia il periodo di dominio dei principi-vescovi
- Eruzione esplosiva del Vesuvio
- Sigmundur Brestisson introduce per primo il cristianesimo nelle isole Fær Øer

## Nati
- Bao Zheng, magistrato cinese († 1062)
- Oddone I di Penthièvre, nobile († 1079)
- Ottone II di Mâcon, conte († 1041)
- Koshikibu no Naishi, poeta giapponese († 1025)
- Daini no Sanmi, poeta giapponese († 1082)

## Morti
- 7 gennaio - Fujiwara no Sanekata, poeta giapponese
- 2 febbraio - Mansur II, emiro
- 7 febbraio - Boleslao II di Boemia, sovrano boemo
- 18 febbraio - Papa Gregorio V, papa, cardinale e vescovo tedesco
- 4 novembre - Gregorio da Cerchiara, abate e santo italiano (n. 940)
- 11 dicembre - Subh
- 16 dicembre - Adelaide di Borgogna, imperatrice e santa
- Bermudo II di León, re (n. 953)
- Bernardo, vescovo italiano
- Matilda di Quedlinburg, badessa tedesca (n. 955)
- Maredudd ab Owain, sovrano
- Sisinio II, vescovo bizantino

## Calendario
| Calendario 999 | Calendario 999 | Calendario 999 | Calendario 999 | Calendario 999 | Calendario 999 | Calendario 999 | Calendario 999 | Calendario 999 | Calendario 999 | Calendario 999 | Calendario 999 | Calendario 999 | Calendario 999 | Calendario 999 | Calendario 999 | Calendario 999 | Calendario 999 | Calendario 999 | Calendario 999 | Calendario 999 | Calendario 999 | Calendario 999 | Calendario 999 | Calendario 999 | Calendario 999 | Calendario 999 | Calendario 999 | Calendario 999 | Calendario 999 | Calendario 999 | Calendario 999 | Calendario 999 |
| -------------- | -------------- | -------------- | -------------- | -------------- | -------------- | -------------- | -------------- | -------------- | -------------- | -------------- | -------------- | -------------- | -------------- | -------------- | -------------- | -------------- | -------------- | -------------- | -------------- | -------------- | -------------- | -------------- | -------------- | -------------- | -------------- | -------------- | -------------- | -------------- | -------------- | -------------- | -------------- | -------------- |
|                | 1              | 2              | 3              | 4              | 5              | 6              | 7              | 8              | 9              | 10             | 11             | 12             | 13             | 14             | 15             | 16             | 17             | 18             | 19             | 20             | 21             | 22             | 23             | 24             | 25             | 26             | 27             | 28             | 29             | 30             | 31             |                |
| Gennaio        | Do             | Lu             | Ma             | Me             | Gi             | Ve             | Sa             | Do             | Lu             | Ma             | Me             | Gi             | Ve             | Sa             | Do             | Lu             | Ma             | Me             | Gi             | Ve             | Sa             | Do             | Lu             | Ma             | Me             | Gi             | Ve             | Sa             | Do             | Lu             | Ma             |                |
| Febbraio       | Me             | Gi             | Ve             | Sa             | Do             | Lu             | Ma             | Me             | Gi             | Ve             | Sa             | Do             | Lu             | Ma             | Me             | Gi             | Ve             | Sa             | Do             | Lu             | Ma             | Me             | Gi             | Ve             | Sa             | Do             | Lu             | Ma             |                |                |                |                |
| Marzo          | Me             | Gi             | Ve             | Sa             | Do             | Lu             | Ma             | Me             | Gi             | Ve             | Sa             | Do             | Lu             | Ma             | Me             | Gi             | Ve             | Sa             | Do             | Lu             | Ma             | Me             | Gi             | Ve             | Sa             | Do             | Lu             | Ma             | Me             | Gi             | Ve             |                |
| Aprile         | Sa             | Do             | Lu             | Ma             | Me             | Gi             | Ve             | Sa             | Do             | Lu             | Ma             | Me             | Gi             | Ve             | Sa             | Do             | Lu             | Ma             | Me             | Gi             | Ve             | Sa             | Do             | Lu             | Ma             | Me             | Gi             | Ve             | Sa             | Do             |                |                |
| Maggio         | Lu             | Ma             | Me             | Gi             | Ve             | Sa             | Do             | Lu             | Ma             | Me             | Gi             | Ve             | Sa             | Do             | Lu             | Ma             | Me             | Gi             | Ve             | Sa             | Do             | Lu             | Ma             | Me             | Gi             | Ve             | Sa             | Do             | Lu             | Ma             | Me             |                |
| Giugno         | Gi             | Ve             | Sa             | Do             | Lu             | Ma             | Me             | Gi             | Ve             | Sa             | Do             | Lu             | Ma             | Me             | Gi             | Ve             | Sa             | Do             | Lu             | Ma             | Me             | Gi             | Ve             | Sa             | Do             | Lu             | Ma             | Me             | Gi             | Ve             |                |                |
| Luglio         | Sa             | Do             | Lu             | Ma             | Me             | Gi             | Ve             | Sa             | Do             | Lu             | Ma             | Me             | Gi             | Ve             | Sa             | Do             | Lu             | Ma             | Me             | Gi             | Ve             | Sa             | Do             | Lu             | Ma             | Me             | Gi             | Ve             | Sa             | Do             | Lu             |                |
| Agosto         | Ma             | Me             | Gi             | Ve             | Sa             | Do             | Lu             | Ma             | Me             | Gi             | Ve             | Sa             | Do             | Lu             | Ma             | Me             | Gi             | Ve             | Sa             | Do             | Lu             | Ma             | Me             | Gi             | Ve             | Sa             | Do             | Lu             | Ma             | Me             | Gi             |                |
| Settembre      | Ve             | Sa             | Do             | Lu             | Ma             | Me             | Gi             | Ve             | Sa             | Do             | Lu             | Ma             | Me             | Gi             | Ve             | Sa             | Do             | Lu             | Ma             | Me             | Gi             | Ve             | Sa             | Do             | Lu             | Ma             | Me             | Gi             | Ve             | Sa             |                |                |
| Ottobre        | Do             | Lu             | Ma             | Me             | Gi             | Ve             | Sa             | Do             | Lu             | Ma             | Me             | Gi             | Ve             | Sa             | Do             | Lu             | Ma             | Me             | Gi             | Ve             | Sa             | Do             | Lu             | Ma             | Me             | Gi             | Ve             | Sa             | Do             | Lu             | Ma             |                |
| Novembre       | Me             | Gi             | Ve             | Sa             | Do             | Lu             | Ma             | Me             | Gi             | Ve             | Sa             | Do             | Lu             | Ma             | Me             | Gi             | Ve             | Sa             | Do             | Lu             | Ma             | Me             | Gi             | Ve             | Sa             | Do             | Lu             | Ma             | Me             | Gi             |                |                |
| Dicembre       | Ve             | Sa             | Do             | Lu             | Ma             | Me             | Gi             | Ve             | Sa             | Do             | Lu             | Ma             | Me             | Gi             | Ve             | Sa             | Do             | Lu             | Ma             | Me             | Gi             | Ve             | Sa             | Do             | Lu             | Ma             | Me             | Gi             | Ve             | Sa             | Do             |                |